# Нир-Оз
Нир-Оз (ивр. נִיר עֹז‎) — кибуц на юге Израиля. Он расположен на северо-западе пустыни Негев между Магеном и Ниримом и занимает площадь 20 000 дунамов. Нир-Оз находится в ведении районного совета Эшколя.

## История
Основанный 1 октября 1955 года как «поселение Нахаль» населённый пункт два месяца спустя был признан кибуцем. На момент основания в кибуце росло всего четыре дерева; со временем он превратился в модель маловодного ландшафтного дизайна. Хашомер Хацаир захватила Нир-Оз в мае 1957 года с группой основателей из 70 человек.
Из-за близости к сектору Газа фермеры Нир-Оз часто попадают под обстрел палестинских снайперов. В 2008 году Армия обороны Израиля попросила кибуц собирать картофель ночью, чтобы снизить риск нападения. 5 июня 2008 года миномётная бомба, выпущенная из сектора Газа, попала в лакокрасочную фабрику Нирлат в кибуце, в результате чего один сотрудник погиб, а ещё четверо были ранены. Терористическая организация ХАМАС взяла на себя ответственность за убийство.
В результате внезапного нападения на Израиль 7 октября 2023 года многие члены кибуца были убиты в своих домах, дома сожжены, а мирные жители были похищены и увезены в сектор Газа. Погибло или угнано в плен 57% населения кибуца (было 450, а осталось 190). Данные ещё уточняются, некоторые до сих пор под обломками домов, а в сожжённых постройках находят убитых. Выжившие члены кибуца были эвакуированы в Эйлат.

## Экономика
Помимо сельского хозяйства, Нир-Оз имеет завод по производству силиконовых герметиков и инжиниринговую фирму. В последние годы Нир-Оз стал крупным производителем спаржи на экспорт. Кибуц начал позиционировать себя как место экотуризма; агроном Ран Паукер предоставит информацию о 900 видах насаждений, подходящих для пустыни. Ран Паукер — один из соавторов одной из глав книги 2001 года о борьбе с опустыниванием (иногда называемым оазификацией) с помощью ландшафтного дизайна, соответствующего месту.

## Экономия воды
В 1960 году Нир Оз представил долгосрочный водосберегающий проект садоводства на 110 000 м2 земли кибуца. Было протестировано около 750 засухоустойчивых растений. Сад, спроектированный ландшафтным архитектором Хаимом Кахановичем, использует только 50 % воды, используемой в центре и на севере страны. Проект осуществляется в сотрудничестве с Университетом Бен-Гуриона в Негеве и служит площадкой для изучения и наблюдения для исследователей, садовников, преподавателей и студентов со всей страны.

## Население
По данным Центрального статистического бюро Израиля, население на начало 2020 года составляло 387 человек.